# Katja Seizingerová
Katja Seizinger (* 10. května 1972 Datteln, Německo) je bývalá německá lyžařka, trojnásobná olympijská vítězka ve sjezdu a kombinaci. Získala také dvě bronzové olympijské medaile ze Super G a obřího slalomu. V letech 1990 až 1998 dosáhla 36 vítězství v závodech Světového poháru.

## Vítězství ve Světovém poháru
| Datum             | Místo                  | Disciplína  |
| ----------------- | ---------------------- | ----------- |
| 7. prosinec 1991  | Santa Caterina         | Super-G     |
| 1. listopad 1992  | Schruns                | Sjezd       |
| 25. leden 1992    | Morzine                | Sjezd       |
| 7. březen 1992    | Vail                   | Sjezd       |
| 20. prosinec 1992 | Lake Louise            | Super-G     |
| 15. leden 1993    | Cortina d'Ampezzo      | Sjezd       |
| 26. únor 1993     | Veysonnaz              | Sjezd       |
| 3. březen 1993    | Morzine                | Sjezd       |
| 20. březen 1993   | Vemdalen               | Obří slalom |
| 20. březen 1993   | Åre                    | Super-G     |
| 14. leden 1994    | Cortina d'Ampezzo      | Sjezd       |
| 15. leden 1994    | Cortina d'Ampezzo      | Super-G     |
| 6. březen 1994    | Whistler               | Sjezd       |
| 9. březen 1994    | Mammoth Mountain       | Super-G     |
| 16. březen 1994   | Vail                   | Sjezd       |
| 11. prosinec 1994 | Lake Louise            | Super-G     |
| 9. březen 1995    | Bormio                 | Super-G     |
| 5. prosinec 1995  | St. Anton              | Sjezd       |
| 6. leden 1996     | Maribor                | Obří slalom |
| 13. leden 1996    | Garmisch-Partenkirchen | Super-G     |
| 2. únor 1996      | Val d'Isère            | Super-G     |
| 3. únor 1996      | Val d'Isère            | Sjezd       |
| 4. únor 1996      | Val d'Isère            | Super-G     |
| 9. březen 1996    | Kvitfjell              | Obří slalom |
| 26. říjen 1996    | Sölden                 | Obří slalom |
| 30. listopad 1996 | Lake Louise            | Sjezd       |
| 7. březen 1997    | Mammoth Mountain       | Super-G     |
| 13. březen 1997   | Vail                   | Super-G     |
| 29. listopad 1997 | Mammoth Mountain       | Super-G     |
| 4. prosinec 1997  | Lake Louise            | Sjezd       |
| 5. prosinec 1997  | Lake Louise            | Sjezd       |
| 6. prosinec 1997  | Lake Louise            | Super-G     |
| 17. prosinec 1997 | Val d'Isère            | Sjezd       |
| 18. prosinec 1997 | Val d'Isère            | Super-G     |
| 24. leden 1998    | Cortina d'Ampezzo      | Super-G     |
| 31. leden 1998    | Åre                    | Sjezd       |

## Umístění ve Světovém poháru
| Sezóna / Pořadí | Sezóna / Pořadí | Celkově | Celkově | Sjezd  | Sjezd | Super G | Super G | Obr.slalom | Obr.slalom | Slalom | Slalom | Kombinace | Kombinace |
| --------------- | --------------- | ------- | ------- | ------ | ----- | ------- | ------- | ---------- | ---------- | ------ | ------ | --------- | --------- |
| Sezóna / Pořadí | Sezóna / Pořadí | Pořadí  | Body    | Pořadí | Body  | Pořadí  | Body    | Pořadí     | Body       | Pořadí | Body   | Pořadí    | Body      |
| 1989/90         | 1989/90         | 44.     | 27      | -      | -     | 12.     | 25      | 39.        | 1          | -      | -      | 21.       | 1         |
| 1990/91         | 1990/91         | 15.     | 79      | 13.    | 34    | 4.      | 33      | 29.        | 5          | -      | -      | 12.       | 7         |
| 1991/92         | 1991/92         | 3.      | 937     | 1.     | 523   | 3.      | 234     | 10.        | 180        | -      | -      | -         | -         |
| 1992/93         | 1992/93         | 2.      | 1266    | 1.     | 604   | 1.      | 371     | 7.         | 234        | 58.    | 7      | 7.        | 50        |
| 1993/94         | 1993/94         | 3.      | 1195    | 1.     | 482   | 1.      | 416     | 6.         | 258        | 49.    | 13     | 19.       | 26        |
| 1994/95         | 1994/95         | 2.      | 1242    | 3.     | 445   | 1.      | 446     | 9.         | 206        | 19.    | 95     | 4.        | 50        |
| 1995/96         | 1995/96         | 1.      | 1472    | 2.     | 485   | 1.      | 545     | 2.         | 410        | 39.    | 32     | -         | -         |
| 1996/97         | 1996/97         | 2.      | 1424    | 5.     | 405   | 2.      | 474     | 2.         | 420        | 19.    | 125    | -         | -         |
| 1997/98         | 1997/98         | 1.      | 1655    | 1.     | 520   | 1.      | 445     | 6.         | 295        | 12.    | 193    | 2.        | 140       |